# Gleb Pisariewski
Gleb Olegowicz Pisariewski (ros. Глеб Олегович Писаревский, ur. 28 czerwca 1976) – rosyjski sztangista. Brązowy medalista olimpijski z Aten. 
Zawody w 2004 były jego jedynymi igrzyskami olimpijskimi. Po brąz sięgnął w wadze do 105 kilogramów. Na mistrzostwach Europy wywalczył srebrny medal w 2007.